# 偏沅巡抚
偏沅巡撫是明朝中后期至清朝前期设置的巡撫。明朝基本上在有战事时设立，负责贵州、湖广的军务，清初大体延续该职责。康熙三年（1664年）湖广分省后，转变为常驻长沙、管理刑名錢穀的湖南省最高长官，后改名湖南巡抚。

## 明朝
万历二十八年（1600年），明朝派兵征讨叛乱的播州土司杨应龙，其中一路部队由湖广總兵带领，从偏桥卫出发。按照惯例，原驻武昌（今湖北武汉）的湖廣巡撫理应移驻前线监军。考虑到湖广面积广大，武昌与偏桥距离遥远，明廷新设偏沅巡撫，驻于沅州（今湖南芷江），不时往来于平溪卫（今贵州玉屏）、清浪卫（今贵州镇远青溪镇）、镇远卫（今贵州镇远）、偏桥卫之间，负责督察军务、办理粮饷。播州之役结束后裁撤。
天启年间，四川、贵州爆发奢安之亂。天启二年（1622年），明廷重新设置偏沅巡抚一职，依旧负责监督军务、办理粮饷。其中，天启四年至六年（1624至1626年）间独立设置，仍驻沅州，根据战局情况或移驻偏桥；其余时间则由其他总督兼任。
剿灭奢安之亂后，明朝又面临各地蜂起的民变，乃于崇祯十年（1637年）再次独立设置偏沅巡抚，负责平定湖广的动乱。几任巡抚先后面对临蓝矿工起义部队、张献忠部队、李自成部队，驻地也随战况而在桂阳、荆州、常德、辰州（今湖南沅陵）、岳州（今湖南岳阳）、长沙、衡州（今湖南衡阳）、宝庆（今湖南邵阳）等地辗转。不久后明朝灭亡。
| 姓名     | 任職時間               | 卸職時間               | 備註                                       |
| -------- | ---------------------- | ---------------------- | ------------------------------------------ |
| 播州之役 |                        |                        |                                            |
| 江鐸     | 萬曆二十八年（1600年） | 萬曆二十九年（1601年） |                                            |
| 奢安之役 |                        |                        |                                            |
| 楊述中   | 天啟二年（1622年）     | 天啟四年（1624年）     | 頭一个月後升為總督，以贵州总督兼任         |
| 李仙品   | 天啟四年（1624年）     | 天啟五年（1625年）     |                                            |
| 閔夢得   | 天啟五年（1625年）     | 天啟六年（1626年）     |                                            |
| 張鶴鳴   | 天啟六年（1627年）     | 崇禎元年（1628年）     | 以四川、貴州、雲南、廣西四省总督兼任       |
| 朱燮元   | 崇禎元年（1628年）     | 崇禎十年（1637年）     | 以雲南、貴州、四川、湖廣、廣西五省总督兼任 |
| 明末民變 |                        |                        |                                            |
| 陳睿謨   | 崇禎十年（1637年）     | 崇禎十六年（1643年）   |                                            |
| 李乾德   | 崇禎十六年（1643年）   | 崇禎十七年（1644年）   |                                            |

## 清朝
清军入关后，继续向南方进兵。在进入湖广南部之前，清廷就设置了偏沅巡抚一职。其驻地随清与南明之间的战况，在长沙、衡州、宝庆、武冈、沅州等地来回变动。其权责主要仍系军政事务，尤其是筹办部队粮饷，同时也掌握一定的民事权力，参与重建战后民生秩序。
顺治十五年（1658年）后，清与南明之战线推进至云贵，湖南境内战事基本平息。偏沅巡抚本因军事而设，理应裁撤，但清廷考虑到湖广面积过于广大，有意将湖北、湖南分治，将偏沅巡抚的职责从主管军事转变为主管钱穀、刑名等民事。康熙三年（1664年），清廷令偏沅巡抚管理长沙、宝庆、衡州、永州、常德、辰州、岳州七府和郴州、靖州二州，驻地由沅州改至长沙，管理区域与驻地跟湖广右布政使与湖南按察使皆一致。由此，偏沅巡抚成为湖南的省级长官。雍正二年（1724年），改称湖南巡抚。
| 姓名   | 任職時間               | 卸職時間               | 備註                           |
| ------ | ---------------------- | ---------------------- | ------------------------------ |
| 高斗光 | 顺治二年（1645年）     | 顺治四年（1647年）     |                                |
| 線縉   | 顺治四年（1647年）     | 顺治六年（1649年）     |                                |
| 金廷献 | 顺治六年（1649年）     | 顺治十年（1653年）     |                                |
| 冯圣兆 | 顺治十年（1653年）     | 顺治十年（1653年）     |                                |
| 袁廓宇 | 顺治十一年（1654年）   | 顺治十八年（1661年）   |                                |
| 周召南 | 顺治十八年（1661年）   | 康熙八年（1669年）     | 康熙三年（1664年）湖南建省     |
| 盧震   | 康熙八年（1669年）     | 康熙十三年（1674年）   | 或作盧振                       |
| 韩世琦 | 康熙十三年（1674年）   | 康熙二十二年（1683年） |                                |
| 丁思孔 | 康熙二十二年（1683年） | 康熙二十七年（1688年） |                                |
| 兴永朝 | 康熙二十七年（1688年） | 康熙二十八年（1689年） |                                |
| 郑端   | 康熙二十八年（1689年） | 康熙二十九年（1690年） |                                |
| 养志   | 康熙二十九年（1690年） | 康熙三十年（1691年）   |                                |
| 王樑   | 康熙三十年（1691年）   | 康熙三十三年（1694年） |                                |
| 董安国 | 康熙三十三年（1694年） | 康熙三十四年（1695年） | 或作董国升                     |
| 杨凤起 | 康熙三十四年（1695年） | 康熙三十七年（1698年） |                                |
| 金玺   | 康熙三十七年（1698年） | 康熙四十一年（1702年） |                                |
| 赵申乔 | 康熙四十一年（1702年） | 康熙四十九年（1710年） |                                |
| 王度昭 | 康熙四十九年（1710年） | 康熙四十九年（1710年） | 署理                           |
| 潘宗洛 | 康熙五十年（1711年）   | 康熙五十二年（1713年） |                                |
| 李发甲 | 康熙五十二年（1713年） | 康熙五十二年（1713年） |                                |
| 李锡   | 康熙五十三年（1714年） | 康熙五十三年（1714年） |                                |
| 阿琳   | 康熙五十三年（1714年） | 康熙五十三年（1714年） | 署理                           |
| 陳璸   | 康熙五十三年（1714年） | 康熙五十四年（1715年） |                                |
| 李发甲 | 康熙五十四年（1715年） | 康熙五十六年（1717年） |                                |
| 王之枢 | 康熙五十六年（1717年） | 雍正元年（1723年）     |                                |
| 魏廷珍 | 雍正元年（1723年）     | —                      | 雍正二年（1724年）改称湖南巡抚 |

## 資料来源
1. 1 2  赵文涛 2023，第153至154頁.
2. ↑  赵文涛 2023，第154至155頁.
3. 1 2  王国宇 & 杨锡贵 2014，第82至83頁.
4. ↑  赵文涛 2023，第153至155頁.
5. ↑  張哲郎 1995，第120至121頁.
6. ↑  赵文涛 2023，第156至160頁.
7. ↑  赵文涛 2023，第160頁.
8. ↑  清代職官資料庫 偏沅巡撫.
9. ↑  清代職官資料庫 偏沅巡撫年表.